# Die Bajadere (Polka)
Die Die Bajadere ist eine Schnellpolka von Johann Strauss Sohn (op. 351). Das Werk wurde am 16. Juni 1871 im  Wiener Volksgarten erstmals aufgeführt.

## Einzelnachweis
1. ↑  Quelle: Englische Version des Booklets (Seite 80) in der 52 CDs umfassenden Gesamtausgabe der Orchesterwerke von Johann Strauß (Sohn), Hrsg. Naxos (Label). Das Werk ist als zehnter Titel auf der 29. CD zu hören.